# Els Bessons (Torroja del Priorat)
Els Bessons és una muntanya de 480 metres que es troba al municipi de Torroja del Priorat, a la comarca catalana del Priorat.